# Saint-Julien-Molhesabate
Pour les articles homonymes, voir Saint-Julien.
Saint-Julien-Molhesabate [sɛ̃ ʒyljɛ̃ mɔlesabat] est une commune française située dans le département de la Haute-Loire, en région Auvergne-Rhône-Alpes. Elle fait partie de la communauté de communes du Pays de Montfaucon, avec sept autres communes (Dunières, Montfaucon-en-Velay, Montregard, Raucoules, Riotord, Saint-Bonnet-le-Froid et Saint-Romain-Lachalm).

## Géographie
Situé à 1 055 mètres d'altitude, le village de Saint-Julien-Molhesabate est soumis à un climat plutôt continental de montagne, par sa position en bordure est du Massif central. Il est néanmoins soumis aux influences océaniques. Le climat est globalement froid en hiver et frais en été, en raison de l'altitude élevée. La commune possédant des altitudes très variées, allant de 809 à 1 388 mètres (sommet du Grand Felletin, point culminant de la commune et faisant frontière avec l'Ardèche), les divers hameaux de la commune peuvent présenter des climats assez différents les uns des autres.

### Localisation
La commune de Saint-Julien-Molhesabate se trouve dans le département de la Haute-Loire, en région Auvergne-Rhône-Alpes.
Elle se situe à 60 km par la route du Puy-en-Velay, préfecture du département, à 33 km d'Yssingeaux, sous-préfecture, et à 23 km de Tence, bureau centralisateur du canton des Boutières dont dépend la commune depuis 2015 pour les élections départementales.
Les communes les plus proches sont : 
Saint-Bonnet-le-Froid (4,9 km), Riotord (5,4 km), Saint-Julien-Vocance (6,1 km), Montregard (7,0 km), Dunières (7,2 km), Saint-André-en-Vivarais (7,3 km), Saint-Pierre-sur-Doux (7,9 km), Monestier (8,3 km).
|            | Riotord                   | Vanosc Ardèche               |
| Dunières   | Saint-Julien-Molhessabate | Monestier Ardèche            |
| Montregard | Saint-Bonnet-le-Froid     | Saint-Julien-Vocance Ardèche |

### Climat
Pour des articles plus généraux, voir Climat d'Auvergne-Rhône-Alpes et Climat de la Haute-Loire.
En 2010, le climat de la commune est de type climat de montagne, selon une étude du Centre national de la recherche scientifique s'appuyant sur une série de données couvrant la période 1971-2000. En 2020, Météo-France publie une typologie des climats de la France métropolitaine dans laquelle la commune est exposée à un climat de montagne ou de marges de montagne et est dans la région climatique Sud-est du Massif Central, caractérisée par une pluviométrie annuelle de 1 000 à 1 500 mm, minimale en été, maximale en automne.
Pour la période 1971-2000, la température annuelle moyenne est de 7,9 °C, avec une amplitude thermique annuelle de 15,9 °C. Le cumul annuel moyen de précipitations est de 1 057 mm, avec 10,1 jours de précipitations en janvier et 7,1 jours en juillet. Pour la période 1991-2020, la température moyenne annuelle observée sur la station météorologique de Météo-France la plus proche, « Lalouvesc », sur la commune de Lalouvesc à 11 km à vol d'oiseau, est de 8,3 °C et le cumul annuel moyen de précipitations est de 1 064,8 mm,. Pour l'avenir, les paramètres climatiques de la commune estimés pour 2050 selon différents scénarios d'émission de gaz à effet de serre sont consultables sur un site dédié publié par Météo-France en novembre 2022.

## Urbanisme

### Typologie
Au 1er janvier 2024, Saint-Julien-Molhesabate est catégorisée commune rurale à habitat très dispersé, selon la nouvelle grille communale de densité à sept niveaux définie par l'Insee en 2022.
Elle est située hors unité urbaine et hors attraction des villes,.

### Occupation des sols
L'occupation des sols de la commune, telle qu'elle ressort de la base de données européenne d’occupation biophysique des sols Corine Land Cover (CLC), est marquée par l'importance des forêts et milieux semi-naturels (74,4 % en 2018), une proportion sensiblement équivalente à celle de 1990 (74,7 %). La répartition détaillée en 2018 est la suivante : 
forêts (74,4 %), prairies (19,5 %), zones agricoles hétérogènes (6,1 %). L'évolution de l’occupation des sols de la commune et de ses infrastructures peut être observée sur les différentes représentations cartographiques du territoire : la carte de Cassini (XVIIIe siècle), la carte d'état-major (1820-1866) et les cartes ou photos aériennes de l'IGN pour la période actuelle (1950 à aujourd'hui).

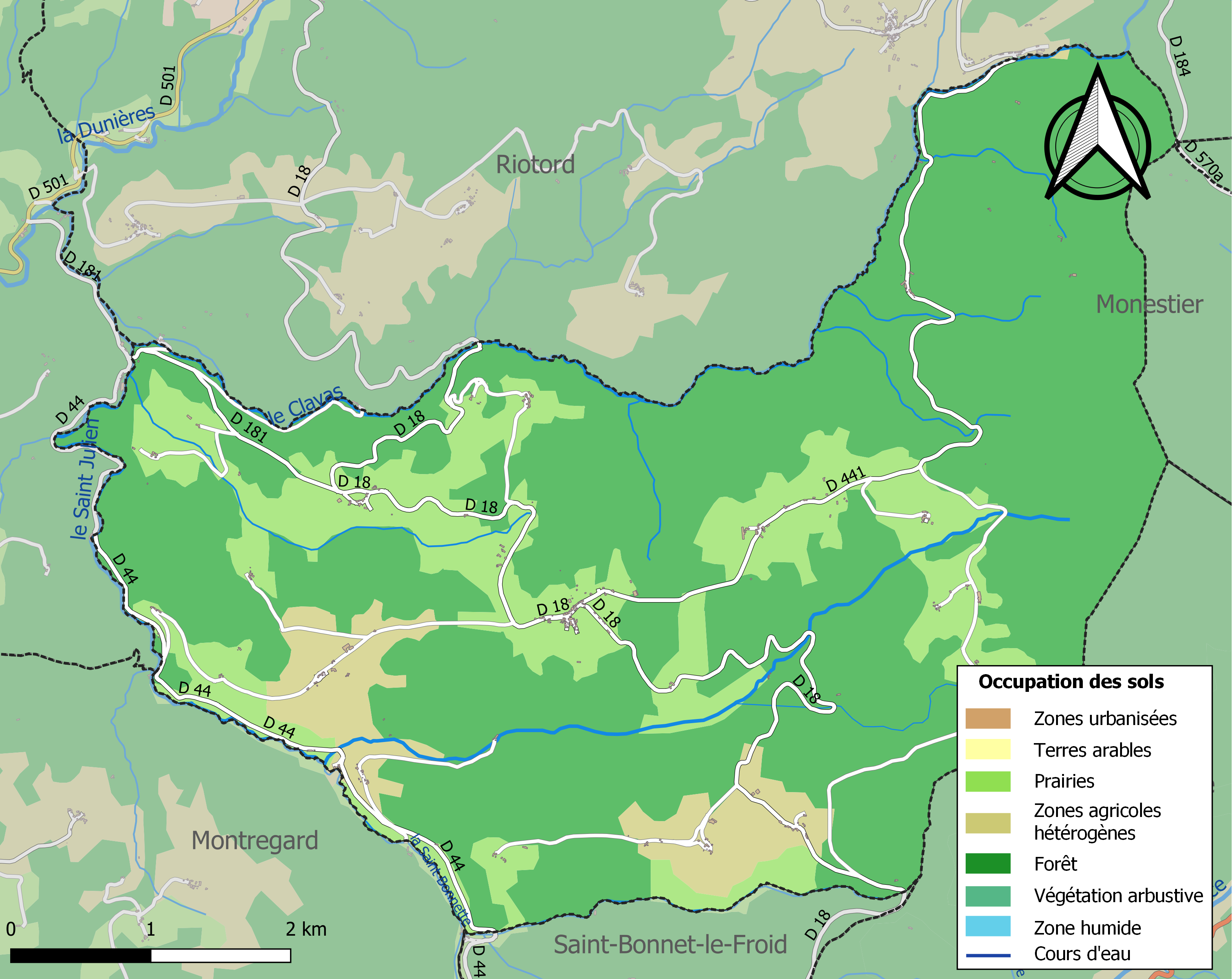
Carte des infrastructures et de l'occupation des sols de la commune en 2018 (CLC).

### Habitat et logement
En 2018, le nombre total de logements dans la commune était de 177, alors qu'il était de 174 en 2013 et de 172 en 2008.
Parmi ces logements, 52 % étaient des résidences principales, 37,9 % des résidences secondaires et 10,2 % des logements vacants. Ces logements étaient pour 93,2 % d'entre eux des maisons individuelles et pour 6,8 % des appartements.
Le tableau ci-dessous présente la typologie des logements à Saint-Julien-Molhesabate en 2018 en comparaison avec celle de la Haute-Loire et de la France entière. Une caractéristique marquante du parc de logements est ainsi une proportion de résidences secondaires et logements occasionnels (37,9 %) supérieure à celle du département (16,1 %) et à celle de la France entière (9,7 %). Concernant le statut d'occupation de ces logements, 83,7 % des habitants de la commune sont propriétaires de leur logement (84,7 % en 2013), contre 70 % pour la Haute-Loire et 57,5 pour la France entière.
| Typologie                                               | Saint-Julien-Molhesabate | Haute-Loire | France entière |
| ------------------------------------------------------- | ------------------------ | ----------- | -------------- |
| Résidences principales (en %)                           | 52                       | 71,5        | 82,1           |
| Résidences secondaires et logements occasionnels (en %) | 37,9                     | 16,1        | 9,7            |
| Logements vacants (en %)                                | 10,2                     | 12,4        | 8,2            |

## Toponymie
Sanctus Julianus Molhasabata (1408), Moliasabatha (1516).
Molhesabate signifierait en occitan « mouille - savates », indiquant sur le territoire de la présence importante de l'eau et des zones humides.

## Histoire
Au cours de la période révolutionnaire de la Convention nationale (1792-1795), la commune a porté le nom de Molhesabate, ou Molé-Sabatte.

## Politique et administration

### Découpage territorial
La commune de Saint-Julien-Molhesabate est membre de la communauté de communes du Pays de Montfaucon, un établissement public de coopération intercommunale (EPCI) à fiscalité propre créé le 23 décembre 1996 dont le siège est à Montfaucon-en-Velay. Ce dernier est par ailleurs membre d'autres groupements intercommunaux.
Sur le plan administratif, elle est rattachée à l'arrondissement d'Yssingeaux, au département de la Haute-Loire, en tant que circonscription administrative de l'État, et à la région Auvergne-Rhône-Alpes.
Sur le plan électoral, elle dépend du canton des Boutières pour l'élection des conseillers départementaux, depuis le redécoupage cantonal de 2014 entré en vigueur en 2015, et de la première circonscription de la Haute-Loire   pour les élections législatives, depuis le redécoupage électoral de 1986.

### Liste des maires
| Période                                  | Période   | Identité           | Étiquette | Qualité |
| ---------------------------------------- | --------- | ------------------ | --------- | ------- |
| Les données manquantes sont à compléter. |           |                    |           |         |
| mars 2001                                | 2008      | Christiane Mathias |           |         |
| mai 2008                                 | mars 2014 | Yves Seytre        |           |         |
| mars 2014                                | 2020      | Alain Giraud       |           |         |
| 2020                                     | En cours  | Gilles Cibert      |           |         |

## Population et société

### Démographie

#### Évolution démographique
L'évolution du nombre d'habitants est connue à travers les recensements de la population effectués dans la commune depuis 1793. Pour les communes de moins de 10 000 habitants, une enquête de recensement portant sur toute la population est réalisée tous les cinq ans, les populations de référence des années intermédiaires étant quant à elles estimées par interpolation ou extrapolation. Pour la commune, le premier recensement exhaustif entrant dans le cadre du nouveau dispositif a été réalisé en 2008.

En 2022, la commune comptait 165 habitants, en évolution de −5,71 % par rapport à 2016 (Haute-Loire : +0,36 %, France hors Mayotte : +2,11 %).
| 1793  | 1800 | 1806  | 1821  | 1831  | 1836  | 1841  | 1846  | 1851  |
| ----- | ---- | ----- | ----- | ----- | ----- | ----- | ----- | ----- |
| 1 279 | 938  | 1 264 | 1 301 | 1 268 | 1 190 | 1 116 | 1 154 | 1 087 |

| 1856 | 1861  | 1866  | 1872  | 1876  | 1881 | 1886  | 1891  | 1896  |
| ---- | ----- | ----- | ----- | ----- | ---- | ----- | ----- | ----- |
| 994  | 1 029 | 1 043 | 1 017 | 1 025 | 976  | 1 042 | 1 050 | 1 019 |

| 1901 | 1906 | 1911 | 1921 | 1926 | 1931 | 1936 | 1946 | 1954 |
| ---- | ---- | ---- | ---- | ---- | ---- | ---- | ---- | ---- |
| 984  | 953  | 873  | 814  | 703  | 701  | 694  | 634  | 506  |

| 1962 | 1968 | 1975 | 1982 | 1990 | 1999 | 2006 | 2008 | 2013 |
| ---- | ---- | ---- | ---- | ---- | ---- | ---- | ---- | ---- |
| 425  | 358  | 302  | 254  | 253  | 196  | 205  | 207  | 180  |

| 2018 | 2022 | - | - | - | - | - | - | - |
| ---- | ---- | - | - | - | - | - | - | - |
| 177  | 165  | - | - | - | - | - | - | - |

#### Pyramide des âges
La population de la commune est relativement âgée.
En 2018, le taux de personnes d'un âge inférieur à 30 ans s'élève à 20,3 %, soit en dessous de la moyenne départementale (31 %). À l'inverse, le taux de personnes d'âge supérieur à 60 ans est de 47,5 % la même année, alors qu'il est de 31,1 % au niveau départemental.
En 2018, la commune comptait 104 hommes pour 73 femmes, soit un taux de 58,76 % d'hommes, largement supérieur au taux départemental (49,13 %).
Les pyramides des âges de la commune et du département s'établissent comme suit.
| Hommes | Classe d’âge | Femmes |
| ------ | ------------ | ------ |
| 4,8    | 90 ou +      | 4,1    |
| 16,3   | 75-89 ans    | 26,0   |
| 24,0   | 60-74 ans    | 20,5   |
| 24,0   | 45-59 ans    | 17,8   |
| 8,7    | 30-44 ans    | 13,7   |
| 11,5   | 15-29 ans    | 13,7   |
| 10,6   | 0-14 ans     | 4,1    |

| Hommes | Classe d’âge | Femmes |
| ------ | ------------ | ------ |
| 0,9    | 90 ou +      | 2,5    |
| 8,4    | 75-89 ans    | 11,7   |
| 20,4   | 60-74 ans    | 20,5   |
| 21,3   | 45-59 ans    | 20,3   |
| 16,8   | 30-44 ans    | 16,3   |
| 15,2   | 15-29 ans    | 13,2   |
| 17     | 0-14 ans     | 15,6   |

## Économie

### Revenus
En 2018, la commune compte 91 ménages fiscaux, regroupant 185 personnes. La médiane du revenu disponible par unité de consommation est de 17 150 € (20 800 € dans le département).

### Emploi
| Division       | 2008  | 2013  | 2018  |
| -------------- | ----- | ----- | ----- |
| Commune        | 0,8 % | 2,1 % | 7,4 % |
| Département    | 6,3 % | 7,7 % | 7,7 % |
| France entière | 8,3 % | 10 %  | 10 %  |

En 2018, la population âgée de 15 à 64 ans s'élève à 95 personnes, parmi lesquelles on compte 71,6 % d'actifs (64,2 % ayant un emploi et 7,4 % de chômeurs) et 28,4 % d'inactifs,. Depuis 2008, le taux de chômage communal (au sens du recensement) des 15-64 ans est inférieur à celui de la France et du département.
La commune est hors attraction des villes,. Elle compte 24 emplois en 2018, contre 27 en 2013 et 29 en 2008. Le nombre d'actifs ayant un emploi résidant dans la commune est de 61, soit un indicateur de concentration d'emploi de 39,4 % et un taux d'activité parmi les 15 ans ou plus de 41,7 %.
Sur ces 61 actifs de 15 ans ou plus ayant un emploi, 23 travaillent dans la commune, soit 38 % des habitants. Pour se rendre au travail, 73,8 % des habitants utilisent un véhicule personnel ou de fonction à quatre roues, 3,3 % les transports en commun, 3,3 % s'y rendent en deux-roues, à vélo ou à pied et 19,7 % n'ont pas besoin de transport (travail au domicile).

## Culture locale et patrimoine

### Lieux et monuments
- Église Saint-Julien-de-Brioude.

### Héraldique
| Armes | Les armes de Saint-Julien-Molhesabate se blasonnent ainsi : De gueules à la tête de faucon d'or ; au mantel d'argent chargé de deux sapins arrachés de sinople, au chef d'azur chargé de trois soleils aussi d'or. |